# 한국해양안전심판변론인협회
한국해양안전심판변론인협회(韓國海洋安全審判辯論人協會, Marine Accident Inquiry & Counsel Association of Korea ; MAICA)는 해양안전심판과 관련한 심판구조, 상담 및 심판변론인과 위임인 사이의 분쟁조정 등을 통하여 해양사고관련자의 권익을 옹호하고, 해양사고에 관한 조사‧연구 및 교육 등 사업을 수행하여 정부정책을 지원함으로써 해양사고의 방지 및 해양안전심판의 발전과 심판변론인의 권익보호에 기여하기 위하여 설립된 비영리 사단법인이다. 서울특별시 종로구 종로19 (종로1가) 르메이에르종로타운 215-1호에 있다.

## 설립 근거
- 해양사고의 조사 및 심판에 관한 법률[5]

## 연혁
- 2012년 1월 26일 사단법인 한국해양안전심판변론인협회 발기인(27인) 창립총회
- 2012년 4월 6일 사단법인 한국해양안전심판변론인협회 설립허가 (국토해양부)[6]
- 2012년 4월 23일 사단법인 한국해양안전심판변론인협회 법인 설립등기

## 주요 업무
- 해양사고관련자의 심판구조사업
- 해양사고의 방지에 관한 사업
- 심판변론인과 위임인 간의 분쟁조정
- 해양안전심판 상담
- 해양사고의 조사·연구
- 해양안전심판 관계 법령의 연구
- 해양안전심판 정보의 수집·정비
- 심판변론인의 연수교육
- 중앙해양안전심판원장이 위탁하는 교육

## 같이 보기
- 중앙해양안전심판원
- 한국도선사협회
- 한국해기사협회
- 한국해양대학교
- 목포해양대학교